# Recyclebot
Recyclebot (hoặc RecycleBot) là một thiết bị phần cứng nguồn mở để tái chế nhựa thải thành sợi cho các máy in 3D nguồn mở như RepRap. Làm sợi in 3D DIY ở nhà là cả hai ít tốn kém và tốt hơn cho môi trường hơn so với mua sợi in 3D thông thường.

## Công nghệ Recyclebot
Máy in 3D RepRap đã giảm chi phí cho người tiêu dùng bằng cách bù đắp các giao dịch mua có thể được in. Nguyên liệu nhựa cho RepRap là một khu vực mà chi phí vẫn có thể giảm. Vào năm 2014, giáo sư Joshua Pearce đã chỉ ra rằng "Sợi in  bán lẻ với giá từ 36 đô la đến 50 đô la một kg và bạn có thể sản xuất dây tóc của riêng mình với giá 10 xu một kg nếu bạn sử dụng nhựa tái chế" Do đó, thiết bị có thể tăng cường khả năng chi trả của RepRap bằng cách giảm chi phí vận hành. Ngoài ra, để hỗ trợ người phát triển giảm sự phụ thuộc vào các sản phẩm đã mua, theo mô hình nguồn mở, RepRap và recyclebot, đã làm cho việc in 3D được sử dụng cho sản xuất quy mô nhỏ để hỗ trợ phát triển bền vững.
RecycleBot là một dự án phần cứng nguồn mở - do đó các kế hoạch của nó có sẵn miễn phí trên Internet.
- RecycleBot được tuyển chọn bởi các viện nghiên cứu ở Canada và Hoa Kỳ trên Appropedia và tại RepRap Wiki (here). Ví dụ, danh sách các bộ phận hoàn chỉnh (hoặc hóa đơn vật liệu cho các thành phần kim loại và điện tử và các điều khiển có sẵn trên Thingiverse.[12][13]
- Bộ đùn sợi Lyman - máy tái chế tự chế

Người ta cho rằng sản xuất sợi tái chế cũng có thể cung cấp nguồn thu nhập thay thế cho Quỹ Sợi nhựa nhân đạo hoặc như hình thức "sợi nhựa thương mại công bằng". Nó cũng đã được chứng minh là cải thiện thời gian hoàn vốn năng lượng của các công nghệ năng lượng xanh đã được biết đến như điện mặt trời.

## Lịch sử
Lịch sử của RecycleBot phần lớn bắt nguồn từ công việc trên RepRap Wiki theo Giấy phép Tài liệu Tự do GNU 1.2.
Recyclebot đầu tiên được phát triển bởi sinh viên tại Đại học Victoria Wellington, New Zealand. Thiết kế này là một minh chứng về khái niệm và là một thiết kế cầm tay, do đó có một dấu chân môi trường hay sinh thái tốt, nhưng không tạo ra sợi có chất lượng đủ cao để có ích cho máy in 3D. Thiết kế cho bộ đùn nhựa thải (Recyclebot v2.0 and v2.1) được phát triển tại Đại học Queen's Canada và Michigan Tech chịu ảnh hưởng nặng nề của máy đùn Web4Deb, máy ép đùn HDPE để sử dụng làm môi trường tăng trưởng trong aquaponics. Thiết kế này cho recyclebot đã được phát triển, kiểm tra và xuất bản trong các tài liệu tạo mẫu nhanh được xem xét ngang hàng. Thiết bị này đã chứng minh tính khả thi cho việc sản xuất sợi in 3D. Recyclebot v2.2 hiện đang được thực hiện bởi Michigan Tech trong nhóm nghiên cứu công nghệ bền vững mở. Nhiều nhà sản xuất hoặc những người đam mê DIY đã tạo ra các phiên bản RecycleBots khác nhau, đáng chú ý nhất là bộ đùn sợi Lyman do Lyman, một kỹ sư đã nghỉ hưu đã giành được một cuộc thi thiết kế để chế tạo hệ thống chế tạo sợi 3D chi phí thấp. Hiện nay có nhiều loại recyclebots, nhiều trong số đó đang ở giai đoạn đầu của quá trình thương mại hóa (năm 2014).

## Thương mại hóa
Một số phiên bản của RecycleBots nguồn mở đã được thương mại hóa thông qua tài trợ đám đông như với Kickstarter bao gồm:
- Filastruder [26]
- Filafab[27]
- Filabot[28]
- Felfil Evo[29]

## Đầu cơ tương lai
Jeremy Rifkin đã đưa ra giả thuyết rằng việc tái chế như vậy với recyclebots và phân phối sản xuất với in 3D sẽ dẫn đến một xã hội chi phí cận biên bằng không. Tác giả khoa học viễn tưởng, Bruce Sterling tự hỏi trong Wired nếu recyclebot và máy in 3D có thể được sử dụng để biến chất thải thành súng hay không. Recyclebot có thể cung cấp một phương pháp tái chế mới.